# Hole in the Sky
Hole in the Sky fue un festival anual de metal extremo realizado en Bergen (Noruega) a finales de agosto. Los conciertos se realizaban en las salas Garage y USF Verftet.
El festival fue creado en 1999, en honor del recientemente suicidado Erik "Grim" Brødreskift - exbatería de Borknagar, Gorgoroth e Immortal. El nombre proviene de la canción homónima de Black Sabbath que aparece en su álbum Sabotage. La primera edición se realizó en el año 2000 por únicamente grupos de black metal pero desde el año siguiente participaron grupos de otros estilos de metal extremo.
Los grupos que más veces han participado en el festival son Enslaved y Taake, en cuatro ocasiones; seguidos por Aura Noir, Aeternus, Keep of Kalessin, Gorgoroth, Manngard y 1349 en tres ocasiones.

## Orígenes
El Hole in the Sky se originó en 1999 con la intención de promover la escena musical de la ciudad de Bergen y de crear el primer festival de metal en Noruega. Debido a la reciente muerte del batería Erik "Grim" Brødreskift el festival recibió su nombre por la canción «Hole in the Sky» del álbum Sabotage de la banda Black Sabbath. La primera edición del festival se realizó en verano del año 2000 en la sala Garage y exclusivamente con bandas de Bergen y sus alrededores. Ese año actuaron dos de las bandas de las que Grim formó parte; Gorgoroth e Immortal. Otras de las bandas participantes fueron Enslaved, Taake y Aeternus entre otras. El creciente éxito del black metal hizo que el festival llamara la atención de los medios especializados y la mayoría realizaron críticas positivas.
La segunda edición del festival no fue solamente para bandas locales, sino que actuaron grupos de otras ciudades de Noruega y dos grupos extranjeros, los alemanes Destruction y el británico Paul Di'Anno (exvocalista de Iron Maiden). Además el black metal no fue el único estilo musical, debido a la presencia de bandas de thrash y heavy metal.

## Grupos participantes en el Hole in the Sky

### 2000
Todas las bandas participantes eran originarias de Bergen y sus alrededores.

### 2001
La edición de 2001 fue la primera en contar con dos bandas extranjeras, los alemanes Destruction y el exvocalista de Iron Maiden, Paul Di'Anno. Aeternus fue la única banda del año anterior que repitió actuación.

### 2002
La tercera edición del festival volvió a contar con dos bandas extranjeras, los franceses No Return y los finlandeses Impaled Nazarene como uno de los cabezas de cartel. Windir realizó una de sus últimas actuaciones antes de la muerte de su vocalista Valfar en 2004. 

### 2004
Danzig fue la primera banda no europea en participar en el festival. Debido a la muerte de Quorthon, líder de Bathory, fue realizado un concierto en su memoria con músicos noruegos como Abbath, Apollyon, Bard Faust, Gaahl, Grutle Kjellson, Ivar Bjornson, Nocturno Culto, Samoth y Satyr.

### 2009
En la edición de 2009, para celebrar el décimo aniversario del festival, se realizaron actuaciones sorpresa como la de Sodom o la de Enslaved con la colaboración de músicos de otras bandas. Además también se pudo escuchar en exclusiva el álbum Quantos Possunt Ad Satanitatem Trahunt de Gorgoroth. Las primeras bandas confirmadas fueron Voivod, Portrait y Aura Noir, que presentaban nuevo batería en vivo, Jehmod (Bloodthorn). Enslaved realizó su cuarta actuación en la historia del festival con un show especial en el que colaboraron Attila Csihar (Mayhem), Nocturno Culto (Darkthrone), Lars Göran Petrov (Entombed), Samoth y Trym Torson (ex-Emperor).

### 2010
Venom realizó su primera actuación en el festival y además como cabezas de cartel.

## Carteles
- Edición de 2007 (enlace roto disponible en Internet Archive; véase el historial, la primera versión y la última).
- Edición de 2010 (enlace roto disponible en Internet Archive; véase el historial, la primera versión y la última).
- Edición de 2011